# Naruto (Tokušima)
Naruto (japonsky:鳴門市 Naruto-ši) je japonské město v prefektuře Tokušima na ostrově Šikoku. Žije zde téměř 60 tisíc obyvatel. V okolí města se nachází 2 z 88 šintoistických chrámů, které musejí navštívit poutníci po Šikoku.

## Partnerská města
- Čang-ťia-ťie, Čína (2011)

- Čching-tao, Čína (1999)

- Lüneburg, Německo (18. duben 1974)